# فريتز كيدر
فريتز كيدر (بالإنجليزية: Frederic Kidder)‏ هو مؤرخ أمريكي، ولد في 16 أبريل 1804، وتوفي في 19 ديسمبر 1885.